# Hypocrisy
Hypocrisy („Heuchelei“) ist eine 1991 von Peter Tägtgren unter dem Namen Seditious gegründete Death-Metal-Band aus Stockholm, Schweden.

## Geschichte

### Anfänge und erste Alben (1991–1994)
Peter Tägtgren gründete im Oktober 1991 Seditious als Soloprojekt. Nachdem Tägtgren das Demo Rest in Pain aufgenommen hatte und mit seinem Gesang unzufrieden war, entstand eine zweite Version unter dem neuen Namen Hypocrisy. Zu Tägtgren kamen neben Schlagzeuger Lars Szöke (mit dem er zuvor in der Band Conquest gespielt hatte), Bassist Mikael Hedlund und Epitaphvotary-Sänger Masse Broberg dazu. Die Band bekam einen Plattenvertrag beim jungen Label Nuclear Blast, das 1992 das Debütalbum Penetralia veröffentlichte. Im Folgejahr erschien bei Relapse Records die EP Pleasure of Molestation. Im Oktober 1993 veröffentlichte Nuclear Blast das zweite Hypocrisy-Album Osculum Obscenum. Diesem folgte eine Tournee, bei der Hypocrisy unter anderem mit Deicide und Cannibal Corpse spielte. Broberg erlitt offenbar einen Zusammenbruch und musste am Gesang durch Tägtgren ersetzt werden. Broberg wurde später Sänger von Dark Funeral, wo er unter dem Namen Emperor Magus Caligula auftrat.
Nach den Live-Auftritten setzten Tägtgren, Hedlund und Szöke die Band als Trio fort und veröffentlichten die EP Inferior Devoties mit Neuaufnahmen älterer Stücke sowie der Slayer-Coverversion Black Magic, die auch auf dem Tributalbum Slatanic Slaughter erschien.

### Die klassische Phase (1994–1997)
1994 folgte das Album The Fourth Dimension. Zur Promotion des Albums tourte Hypocrisy 1995 unter anderem in Mexiko und Portugal. Außerdem erschien die EP Maximum Abduction, wobei die CD in etwa die Form eines kopflosen, gerupften Huhns hatte. 1996 erschienen das nächste Album Abducted und das Lied Roswell ‘47 als Split-Single mit Meshuggah. Außerdem waren Tägtgren, Hedlund und Szöke beim Black-Metal-Projekt The Abyss aktiv. Der dort und bei Tägtgrens anderer Band Pain aktive Mathias Kamijo wurde zweiter Live-Gitarrist von Hypocrisy. Tägtgren, Hedlund und Szöke spielten außerdem zeitlich versetzt beim Black-Metal-Projekt War mit.
Ursprünglich wollte Peter Tägtgren die Band nach dem 1997er Album The Final Chapter auflösen, um sich auf Pain konzentrieren zu können, doch aufgrund der positiven Reaktionen auf das Album entschied er sich, die Band weiterbestehen zu lassen.

### Nach demFinal Chapter(ab 1997)

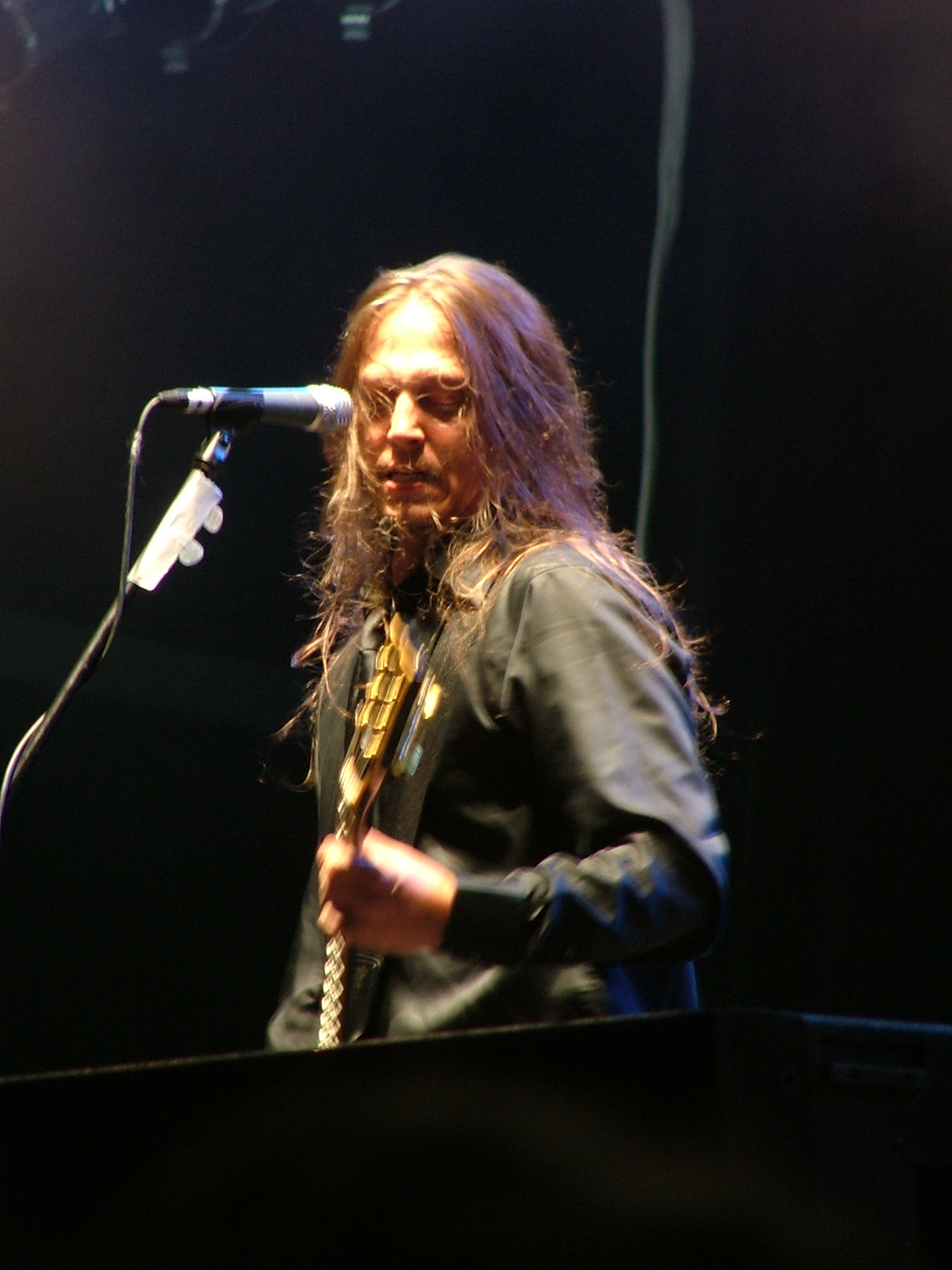
Peter Tägtgren auf dem Metalcamp 2007

Der Auftritt auf dem schleswig-holsteinischen Wacken Open Air des Jahres 1998 wurde für eine Live-Veröffentlichung in Bild und Ton mitgeschnitten. Diese Aufnahmen wurden 1999 unter dem Titel Hypocrisy Destroys Wacken auf CD und VHS veröffentlicht. Noch im selben Jahr entstand zudem das Studioalbum Hypocrisy. Nach einigen Auftritten bei Festivals im Sommer spielte die Band im September in Europa mit The Kovenant, Gardenian, Dismal Euphony und Disbelief. Im August 2000 folgte das Album Into the Abyss. Mit dem Live-Gitarristen Andreas Holma von Scattered Corpsesvader, Catastrophic, Deströyer 666, Immortal, Disbelief, Malevolent Creation und Obscenity ging die Band im März und April 2002 zur Promotion des Albums Catch 22 auf die europäische No-Mercy-Festival-Tournee. 2004 erschien das Album The Arrival. Lars Szöke verließ die Band; laut Tägtgren entwickelte er sich nicht mehr und ließ sich schlecht motivieren. Er wurde durch Reidar „Horgh“ Horghagen von Immortal ersetzt, der Tägtgren bei Pain unterstützt hatte. Horgh verließ später Grimfist, da Hypocrisy für ihn zur Priorität wurde. 2005 erschien das Album Virus. 2006 verließ Gitarrist Andreas Holma aufgrund von Motivationsmangel die Band. Er wurde durch Klas Ideberg (Darkane), der eine kurze Zeit lang live für die Band spielte, ersetzt.
2009 erschien das Album A Taste of Extreme Divinity, das wieder mehr schnellere und härtere Stücke beinhaltete.
Nach vier Jahren Live-Pause war die Band 2010 wieder live unterwegs.
Ende 2011 begann die Band mit den Arbeiten am 13. Studioalbum und spielte 2012 auf einigen Festivals, wie dem Metalfest. Das Album wurde unter dem Namen End of Disclosure am 22. März 2013 in der EU und am 2. April 2013 in Nordamerika veröffentlicht.
Am 26. November 2021 wurde das 14. Studioalbum Worship veröffentlicht. Am 10. September wurde ein Musikvideo zu dem Titel Chemical Whore aus dem neuen Album über den YouTube-Kanal von Nuclear Blast veröffentlicht.

## Musikstil und Texte
Die ersten Hypocrisy-Stücke waren ausschließlich vom Thrash Metal beeinflusst, der neben Kiss der wichtigste Einfluss in Tägtgrens Jugend war. Das Debütalbum Penetralia orientiert sich am Florida Death Metal mit chaotischem Gitarrenspiel und blasphemischen Texten. Mit dem Nachfolger Osculum Obscenum, bei dem Peter Tägtgren fortan wieder als alleiniger Studiogitarrist fungierte, erarbeitete sich die Band zunehmend einen eigenen Stil, der allerdings teilweise die Melodien des Debütalbums gegen Anleihen aus dem Black Metal und Doom Metal eintauschte. Das Album enthielt auch eine Coverversion des Lieds Black Metal von Venom.
Mit The Fourth Dimension entfernte die Band sich von satanischen Inhalten und ersetzte die „sägenden“ Riffs durch melancholischere Akkordmuster, außerdem setzte die Band erstmals prominent Keyboards ein. Roswell ‘47 vom Album Abducted, einer der bekanntesten Titel der Band, thematisiert den angeblichen UFO-Absturz von Roswell im Jahre 1947. In gewisser Hinsicht erarbeitete sich Hypocrisy mit diesem Album ein „Alien“-Image, zumal auch der Albentitel (Entführt, engl.: Abducted) und das Cover Bezüge zum UFO-Phänomen aufwiesen (vgl. Entführung durch Außerirdische).
Nach dem atmosphärischeren Hypocrisy zeigte Catch 22 anstelle der atmosphärischen Passagen eher punkige Einflüsse und zudem durch eine bewusst roh belassene Produktion eine ganz andere Seite der Band. Das 2004er Album The Arrival brachte folglich die Keyboard-Atmosphäre zurück, war jedoch auch sehr abwechslungsreich und übernahm von seinem Vorgänger Anleihen an den Thrash Metal.
End of Disclosure ist wieder griffiger und Thrash-lastiger. Im Gegensatz zu The Final Chapter steht der Titel nicht für eine geplante Auflösung; stattdessen geht es „darum, inwieweit offizielle Stellen die Wahrheit sagen, wenn es um UFOs oder Geheimprojekte geht. Und vor allem, an welchem Punkt sie damit aufhören.“ Tägtgren beschäftigt sich wieder mit Verschwörungstheorien; das Titellied dreht sich um geheime Städte unter der Erde, die seit den 1940er-Jahren für die selbsternannten Eliten gebaut werden; Globalisierung, EU etc. seien ein Teil von Plänen für eine Weltregierung; UFOs und globale Erwärmung seien nur Bedrohungsszenarien. Tägtgren betont jedoch, er wolle „nur darauf hinweisen, dass nicht alles immer so ist, wie wir glauben“. Solche Gedankengänge führten zu einem tieferen Verständnis. Er selbst ordnete die Texte einer Grauzone zwischen Fiktion und Wirklichkeit zu.

## Bandmitglieder

Hypocrisy live auf dem Rockharz 2019
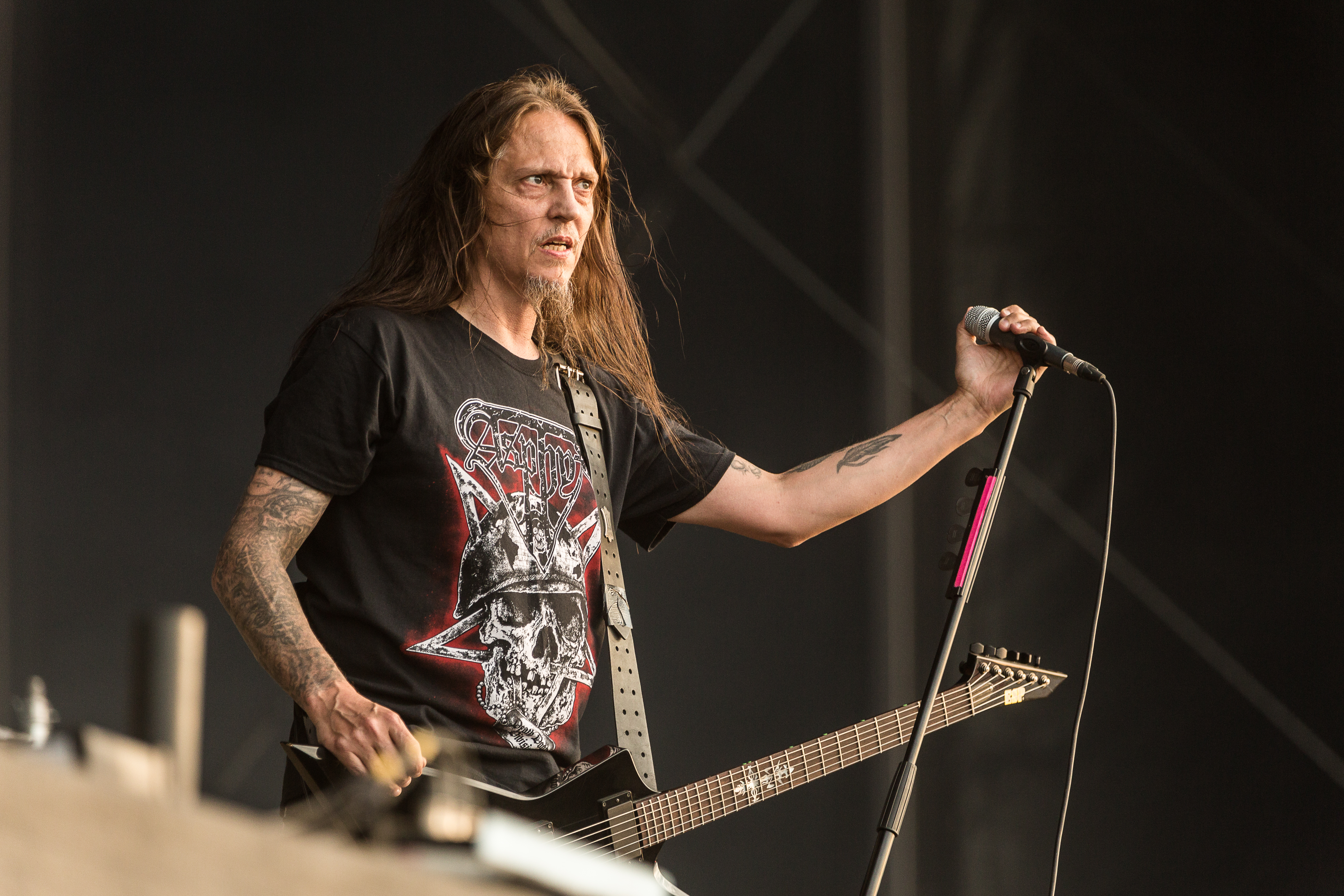
Sänger und Gitarrist Peter Tägtgren
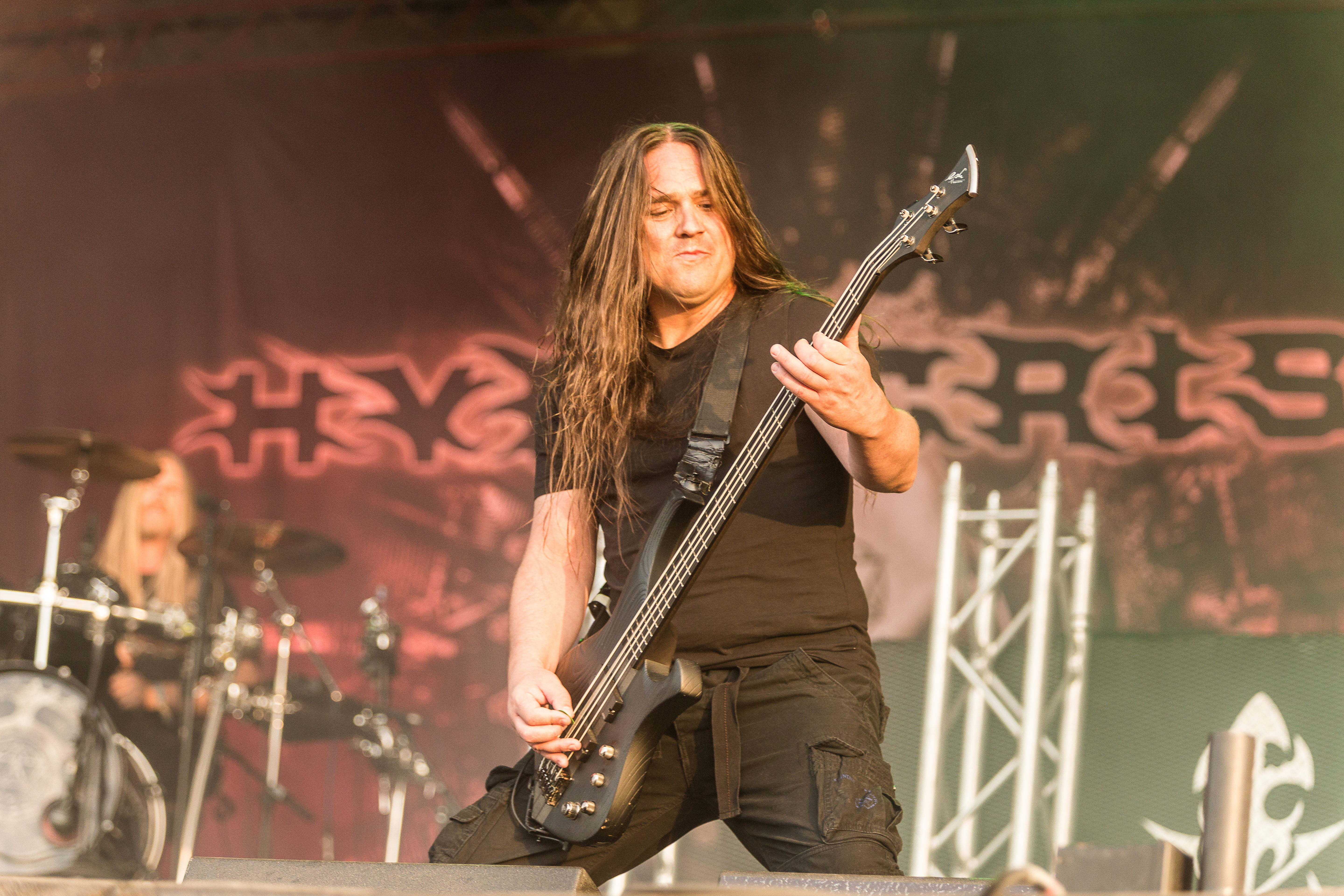
Bassist Mikael Hedlund
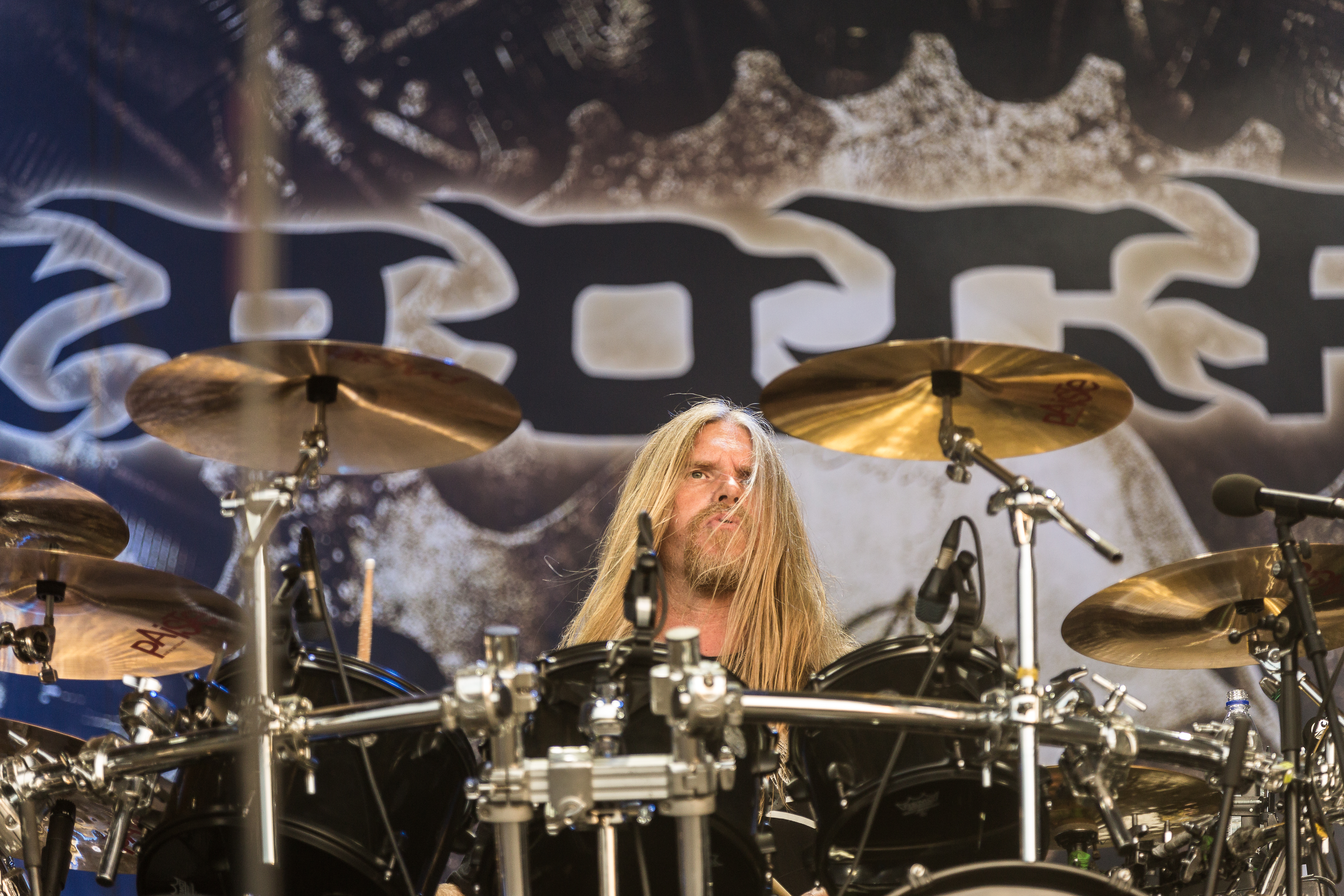
Schlagzeuger Reidar Horghagen
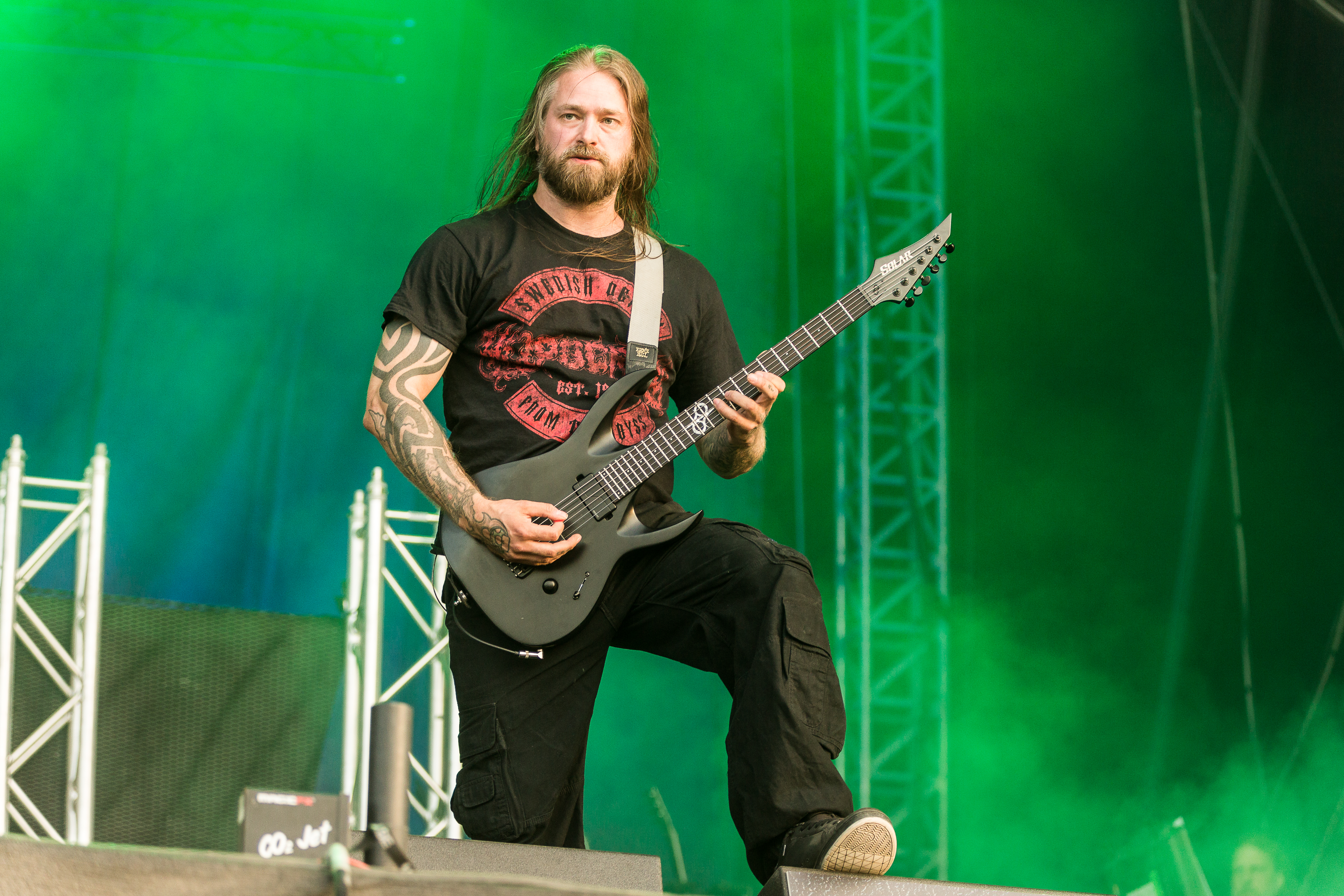
Live-Gitarrist Tomas Elofsson

## Diskografie

### Alben
| Jahr | Titel Musiklabel                          | Höchstplatzierung, Gesamtwochen, AuszeichnungChartplatzierungen (Jahr, Titel, Musiklabel, Platzierungen, Wochen, Auszeichnungen, Anmerkungen) | Höchstplatzierung, Gesamtwochen, AuszeichnungChartplatzierungen (Jahr, Titel, Musiklabel, Platzierungen, Wochen, Auszeichnungen, Anmerkungen) | Höchstplatzierung, Gesamtwochen, AuszeichnungChartplatzierungen (Jahr, Titel, Musiklabel, Platzierungen, Wochen, Auszeichnungen, Anmerkungen) | Höchstplatzierung, Gesamtwochen, AuszeichnungChartplatzierungen (Jahr, Titel, Musiklabel, Platzierungen, Wochen, Auszeichnungen, Anmerkungen) | Anmerkungen                                                                                  |
| Jahr | Titel Musiklabel                          | DE | AT | CH | SE | Anmerkungen                                                                                  |
| ---- | ----------------------------------------- | --- | --- | --- | --- | -------------------------------------------------------------------------------------------- |
| 1992 | Penetralia Nuclear Blast                  | — | — | — | — | Erstveröffentlichung: 5. Oktober 1992                                                        |
| 1993 | Osculum Obscenum Nuclear Blast            | — | — | — | — | Erstveröffentlichung: 12. Oktober 1993                                                       |
| 1994 | The Fourth Dimension Nuclear Blast        | DE66 (1 Wo.)DE | — | — | — | Erstveröffentlichung: 25. Oktober 1994 Charteinstieg in DE erst 2023                         |
| 1996 | Abducted Nuclear Blast                    | DE86 (1 Wo.)DE | — | — | — | Erstveröffentlichung: 13. Februar 1996 Charteinstieg in DE erst 2023                         |
| 1997 | The Final Chapter Nuclear Blast           | DE76 (1 Wo.)DE | — | — | — | Erstveröffentlichung: 11. November 1997 Charteinstieg in DE erst 2023                        |
| 1999 | Hypocrisy Nuclear Blast                   | DE85 (2 Wo.)DE | — | — | — | Erstveröffentlichung: 22. Juni 1999                                                          |
| 2000 | Into the Abyss Nuclear Blast              | DE64 (1 Wo.)DE | — | — | — | Erstveröffentlichung: 22. Mai 2000                                                           |
| 2002 | Catch 22 Nuclear Blast                    | DE78 (1 Wo.)DE | — | — | — | Erstveröffentlichung: 19. März 2002 Wiederveröffentlichung: 9. Mai 2008 als Catch 22 VW.0.08 |
| 2004 | The Arrival Nuclear Blast                 | — | AT71 (1 Wo.)AT | — | — | Erstveröffentlichung: 16. Februar 2004                                                       |
| 2005 | Virus Nuclear Blast                       | DE76 (1 Wo.)DE | AT75 (1 Wo.)AT | — | SE58 (1 Wo.)SE | Erstveröffentlichung: 5. September 2005                                                      |
| 2009 | A Taste of Extreme Divinity Nuclear Blast | DE62 (1 Wo.)DE | AT66 (1 Wo.)AT | — | — | Erstveröffentlichung: 23. Oktober 2009                                                       |
| 2013 | End of Disclosure Nuclear Blast           | DE35 (1 Wo.)DE | AT56 (1 Wo.)AT | CH53 (1 Wo.)CH | SE29 (3 Wo.)SE | Erstveröffentlichung: 22. März 2013                                                          |
| 2021 | Worship Nuclear Blast                     | DE16 (2 Wo.)DE | AT19 (1 Wo.)AT | CH16 (1 Wo.)CH | — | Erstveröffentlichung: 26. November 2021                                                      |

### Sonstiges
- 1993: Pleasure of Molestation (EP)
- 1994: Inferior Devoties (EP)
- 1995: Maximum Abduction (EP)
- 1999: Hypocrisy Destroys Wacken (Live-Album)
- 2001: Rest in Pain (Bonus-CD)
- 2001: 10 Years of Chaos and Confusion (Best-of)
- 2011: Hell Over Sofia (Live-Album)